# Salinas Grandes
Salinas Grandes je slanisko (pozůstatek zaniklého jezera) na území provincií La Rioja, Córdoba, Catamarca a Santiago del Estero na severozápadě Argentiny. Nachází se v tektonické propadlině v pampě mezi masívy pohoří Sierra de Ancasti a Sierra Cordoba. Má rozlohu přibližně 6000 km². Je 250 km dlouhé a 100 km široké. Leží v nadmořské výšce 170 m.

## Dno
Obsahuje sodu a uhličitan draselný.

## Osídlení pobřeží
Přes Salinas Grandes vede železnice Tucumán – Córdoba.